# Килуэрт
Килуэрт (англ. Kilworth; ирл. Cill Úird, «церковь ордена») — деревня в Ирландии, находится в графстве Корк (провинция Манстер) в 2 км от города Фермой. После постройки R639 являлся известным придорожным центром.